# Адаптація
Адапта́ція, а також пристосува́ння, призвичаєння в біології — зміни в будові або діяльності живого організму, які дозволяють йому краще виживати в тих умовах, у яких він існує. Також під цим терміном часто розуміють процес набуття таких змін впродовж онтогенезу живого організму або еволюційного розвитку (іноді в українській та російській науковій літературі його називають адаптаціогенезом).
Адаптації як наслідок процесу пристосування можуть бути анатомічними (структурними), фізіологічними, у тварин також поведінковими. Нормальним для живих організмів є пристосовуватися до змінених умов існування впродовж власного життя. Згідно з синтетичною теорією еволюції нові адаптації живих організмів у ході їх біологічної еволюції з'являються внаслідок мутацій у ДНК та подальшої дії природного добору, який сприяє розмноженню більш пристосованих організмів.
До появи адаптацій призводить змінна дія чинників довкілля, зокрема їх відхилення від норми в більший чи менший бік.
Наступні визначення призвичаєння організмів, дає український і американський еволюційний біолог Феодосій Добржанський:
1. Адаптація — це еволюційний процес, завдяки якому організм стає здатним  краще жити у власному середовищі існування або місцях проживання.
2. Адаптованість — це стан адаптації: ступінь, в якому організм здатний жити та розмножуватися в певному наборі середовищ існування.
3. Адаптивна риса — це чинник закономірності розвитку організму, який забезпечує або підвищує ймовірність виживання та розмноження цього організму.

## Опис явища пристосування
Явище призвичаєння може бути показане протягом геологічного проміжку часу або протягом життя одного індивіда чи групи.
Організми, що пристосовані до свого навколишнього середовища, здатні до таких дій:
- Отримувати повітря, воду, їжу та поживні речовини;
- Пристосовуватись до фізичних характеристик довкілля, таких як температура, освітленість та вологість;
- Захищатись від природних ворогів;
- Розмножуватись;
- Відповідати на зміни довкілля.

Адаптація — це спосіб, завдяки якому живий організм відповідає на вплив навколишнього середовища. Одна зі звичайних форм фізичного пристосування називається акліматизацією.
Кожен чинник неоднаково впливає на різні функції організму. Оптимум для одних явищ може бути Песимум для інших. Так, температура повітря від 40 °C до 45 °C у холоднокровних тварин дуже збільшує швидкість обмінних процесів в організмі, але гальмує рухову діяльність, і тварини впадають у теплове заціпеніння. Для багатьох риб температура води, придатна для дозрівання статевих продуктів, несприятлива для ікрометання, яке відбувається в інших температурних межах.
Ступінь витривалості, критичні точки, оптимальна і песиміальна зони окремих індивідуумів не збігаються. Ця мінливість визначається як спадковими якостями особин, так і статевими, віковими й фізіологічними відмінностями. Наприклад, у метелика млинарської вогнівки (Ephestia kuehniella) — одного зі шкідників борошна і зернових продуктів — згубна мінімальна температура для гусениць −7 °C, для дорослих форм −22 °C, а для яєць −27 °C. Мороз у 10 °C губить гусінь, але не небезпечний для імаго і яєць цього шкідника.
Оптимальна зона і межі витривалості організмів стосовно якого-небудь фактора середовища, можуть зміщуватися залежно від того, з якою силою і в якому поєднанні діють одночасно різні чинники. Ця закономірність дістала назву взаємодії факторів. Наприклад, спеку легше переносити в сухому, а не у вологому повітрі. Загроза замерзання значно вища під час морозу з сильним вітром, ніж у безвітряну погоду. Таким чином, один і той же фактор у поєднанні з іншими, надає неоднаковий екологічний вплив. Навпаки, один і той же екологічний наслідок може бути отриманий різними шляхами. Наприклад, в'янення рослин можна призупинити шляхом як збільшення кількості вологи в ґрунті, так і зниження температури повітря, що зменшує випаровування. Створюється явище часткового взаємозаміщення факторів.

## Види
Призвичаєння можуть бути структурними, фізіологічними, або адаптаціями поведінки.
Структурні адаптації — це особливі частини організму, що допомагають йому виживати в природних умовах. Наприклад, такими адаптаціями можуть бути колір шкіри, форма тіла, або видозміни покривів.
Адаптації поведінки — це видозміни поведінкових реакцій організму у відповідь на зміни в довкіллі. Наприклад, це можуть бути умовні або безумовні рефлекси.
Фізіологічні пристосування — це системи всередині організму, що дозволяють виконувати деякі біохімічні або фізіологічні процеси — секрецію отрути, підтримання температури тіла, нейтралізацію токсинів при травленні та  інше.

## Підвиди

### Маладаптація
Можливим є становище, коли деяка перевага, що її надає адаптація, з часом зменшується, аж до стану, коли минуле пристосування стає шкідливим для виживання виду. Таке явище відомо під назвою «маладаптація», і може зустрічатись серед рослин, тварин або людей у таких областях як біологічні процеси, психологія, та безумовні рефлекси.

### Акліматизація
Існує велика різниця між адаптацією та зовнішньо схожою на неї акліматизацією. Адаптація виникає та усталюється протягом поколінь, що змінюють одне одного; акліматизація ж відбувається на проміжку часу всередині життєвого циклу однієї особини, і зазвичай пов'язана з набагато менш критичними впливами навколишнього середовища. До того-ж, вона охоплює адаптацію до декількох чинників (впливів довкілля), які діють на організм одночасно.

### Аклімація
Існує також термін, аклімація яка на відміну від акліматизації, визначає стан адаптації (призвичаєння) організму до одного чинника, наприклад температури, вологості.

## Наслідки
Організми, що не можуть адаптуватись до навколишнього середовища, покидають його або вимирають. Термін «вимирання» у сенсі адаптації означає, що частка організмів, котрі гинуть протягом деякого проміжку часу, постійно перевищує кількість організмів, які народжуються, і цей відрізок часу достатньо великий для повного вимирання популяції.